# Il giglio d'oro
Il giglio d'oro (The Gilded Lily) è un film statunitense del 1935 diretto da Wesley Ruggles.